# Долгоруков, Дмитрий Иванович
Князь Дмитрий Иванович Долгоруков (10 (21) августа 1797 — 19 (31) октября 1867) — русский дипломат, тайный советник (1854), сенатор. Брат Павла и Александра Долгоруковых.

## Карьера
Родился 10 (21) августа 1797 года — сын известного поэта, писателя и мемуариста князя Ивана Михайловича Долгорукова, мать — княгиня Евгения Сергеевна Долгорукова (1770—1804).
Учился в Московском благородном университетском пансионе. В 1816 году поступил на службу канцеляристом в Московское губернское правление. С 1819 года — чиновник Коллегии иностранных дел. В 1820 году назначен секретарём при миссии в Константинополе.
Длительное время состоял при миссиях (в основном — секретарём) в Риме (1822—1826), Мадриде (1826—1830), Лондоне (1830—1831), Гааге (1831—1838), Неаполе (1838—1842). В 1843 году был назначен советником миссии в Константинополе. С 1845 года — полномочный министр при персидском дворе в Тегеране. После начала Крымской войны добился от шаха Наср-эд-дина нейтралитета Персии.
В 1854 году по семейным обстоятельствам покинул Персию. Будучи сенатором и тайным советником имел место в Правительствующем сенате. 

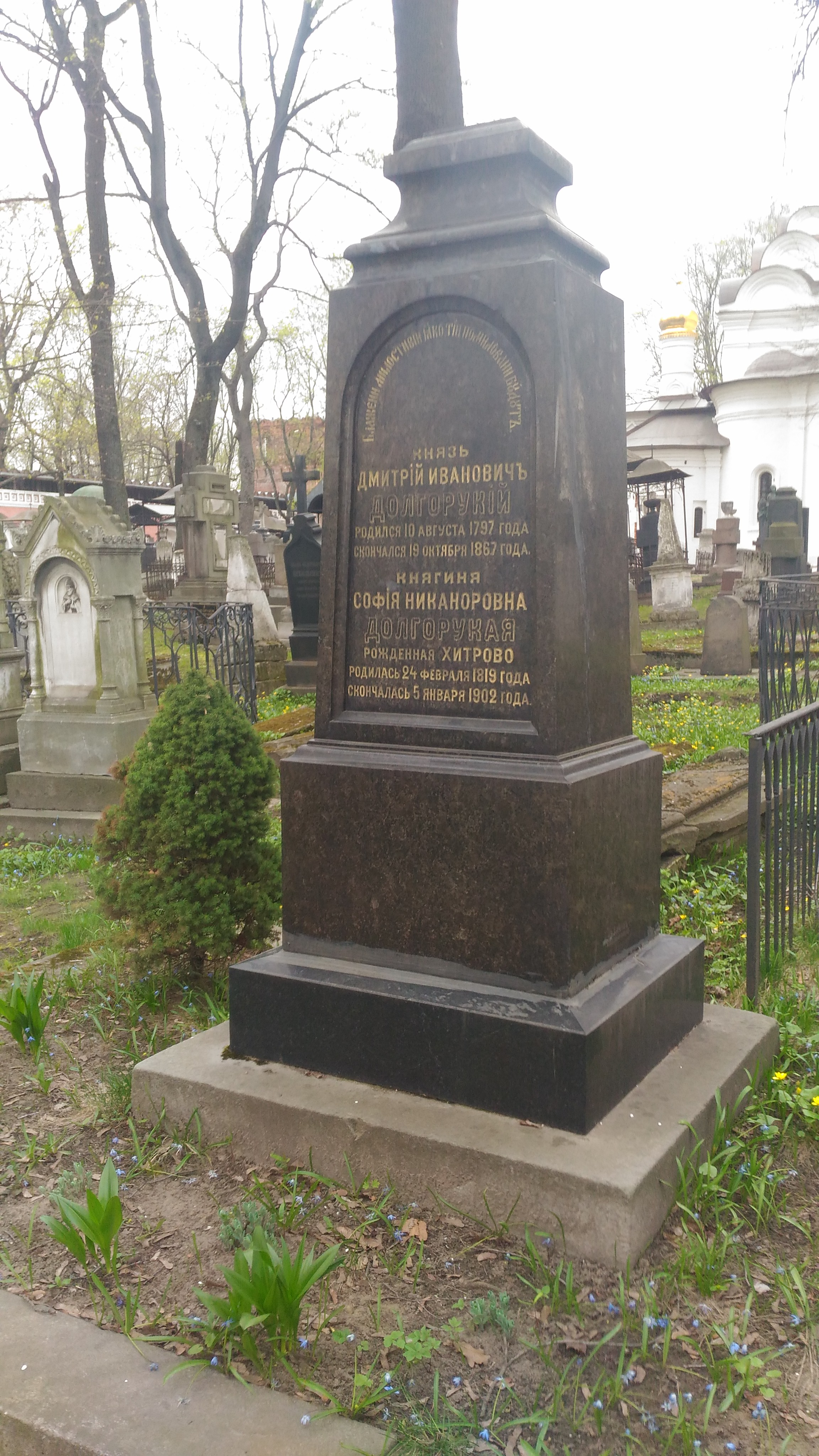
Могила русского дипломата Д. И. Долгорукого на кладбище Донского монастыря в Москве

Скончался в Москве 19 (31) октября 1867 года; похоронен на кладбище Донского монастыря.

## Литературная деятельность
Состоял членом общества «Зелёная лампа», выступал там с чтением своих стихов. В 1822 году несколько стихотворений были напечатаны в «Новостях литературы» (№ 11).
Считался знатоком искусств, и в особенности живописи: собрал богатую коллекцию персидских рукописей, увлекался собиранием автографов, икон. Был членом совета Художественного общества и комиссии по постройке храма Христа Спасителя. Из литературного наследия Долгорукова (путевые очерки, дневники, путевые записки, стихи) наибольшую ценность представляет эпистолярное творчество: в его письмах, написанных с большим литературным мастерством, воссоздаётся образ жизни в русских посольствах того времени. Оставил путевые очерки, дневники, исторические записки.
В 1856, 1857, 1859, 1860 и 1863 издавал в Москве (первые два раза — анонимно) сборники своих стихотворений под одним и тем же названием «Звуки», каждый раз расширяя их за счёт новых произведений (в первом было 21 стихотворение, в последнем — 80 стихотворений и поэм). В 1859 году опубликовал в Москве отдельным изданием поэму «Дроново», входившую в последующие издания «Звуков». В 1865 издал в Москве сборник «Дроново», включавший, кроме одноимённой поэмы, стихотворение памяти Людмилы Владимировны Хитрово. В своём поэтическом творчестве, как и старший брат Александр, всячески подчёркивал преемственность по отношению к отцу, что выразилось даже в названиях многих стихотворений: «Камин», «Пир», «Фили», «Завещание». При этом в поэтике он был достаточно далёк от него, активно экспериментировал со стихотворными формами, которые отличаются разнообразием и самобытностью, часто использовал белый стих.
Его письма первой половины — середины 1820-х годов к отцу, брату и зятю, содержащие в том числе стихи и путевые очерки, опубликованы в «Русском архиве» в 1914 году.

## Участие в судьбе бабидов
Наблюдая зверства против бабидов Ирана, в своих отчётах начальству в Санкт-Петербурге сокрушался о жестокости пыток и отвратительных казней, которым они подвергались. Также подавал шаху протесты, ходатайствуя, чтобы место тюремного заключения Баба было выбрано вдали от границ с Россией.
Бахаулла, основатель Веры Бахаи, был приговорён персидским правительством к изгнанию в 1853 году. Князь Долгоруков, наблюдая преследования бабидов и зная, что Бахаулла не виновен ни в каких преступлениях, предложил Ему, от имени русских властей, убежище на русской территории. Бахаулла выразил признательность за великодушие российского правительства, но решил принять указ о ссылке в Ирак, в город Багдад. Во время трёхмесячного путешествия в Багдад Бахауллу сопровождал, по указанию князя Долгорукова, официальный представитель русской дипломатической миссии. Сам Бахаулла так описывает это событие:
В печати сообщалось, что сей Слуга бежал из земли Та [Тегерана] и направился в Ирак. Боже Милостивый! Ни на мгновение сей Гонимый не скрывал Себя. Напротив, Он всегда был стоек и не прятался от взоров людских. Никогда не отступали Мы и никогда не будем пытаться бежать. В действительности именно глупцы среди людей бегут из Нашего присутствия. Мы покинули Нашу родную страну, сопровождаемые двумя отрядами конной охраны, представлявшими два досточтимых правительства — Персии и России, и в Ирак Мы прибыли в зените славы и могущества. Хвала Богу! Дело, кое возвещает сей Гонимый, возвышенно, как небеса, и сияет, подобно солнцу. Сокрытию не доступны сии высоты, и нет здесь повода для страха или умолчания.
Впоследствии, в Скрижали, обращённой к царю Александру II, Бахаулла сказал, что за эту поддержку царь удостоится особой милости Божией:
О Царь России!.. Воистину, слышали Мы, о чём молил ты Господа твоего, втайне с Ним общаясь. Посему повеяли ветры нежной заботы Моей и поднялось море Моей милости, и воистину ответили Мы тебе. Господь твой, воистину, Всезнающ, Всемудр. В то время, когда Я лежал в оковах в темнице, один из министров твоих протянул Мне руку помощи. Посему определил для тебя Бог сан, коего не охватит ничьё знание, кроме Его знания. Остерегись променять сие возвышенное положение на что либо иное…

## Семья

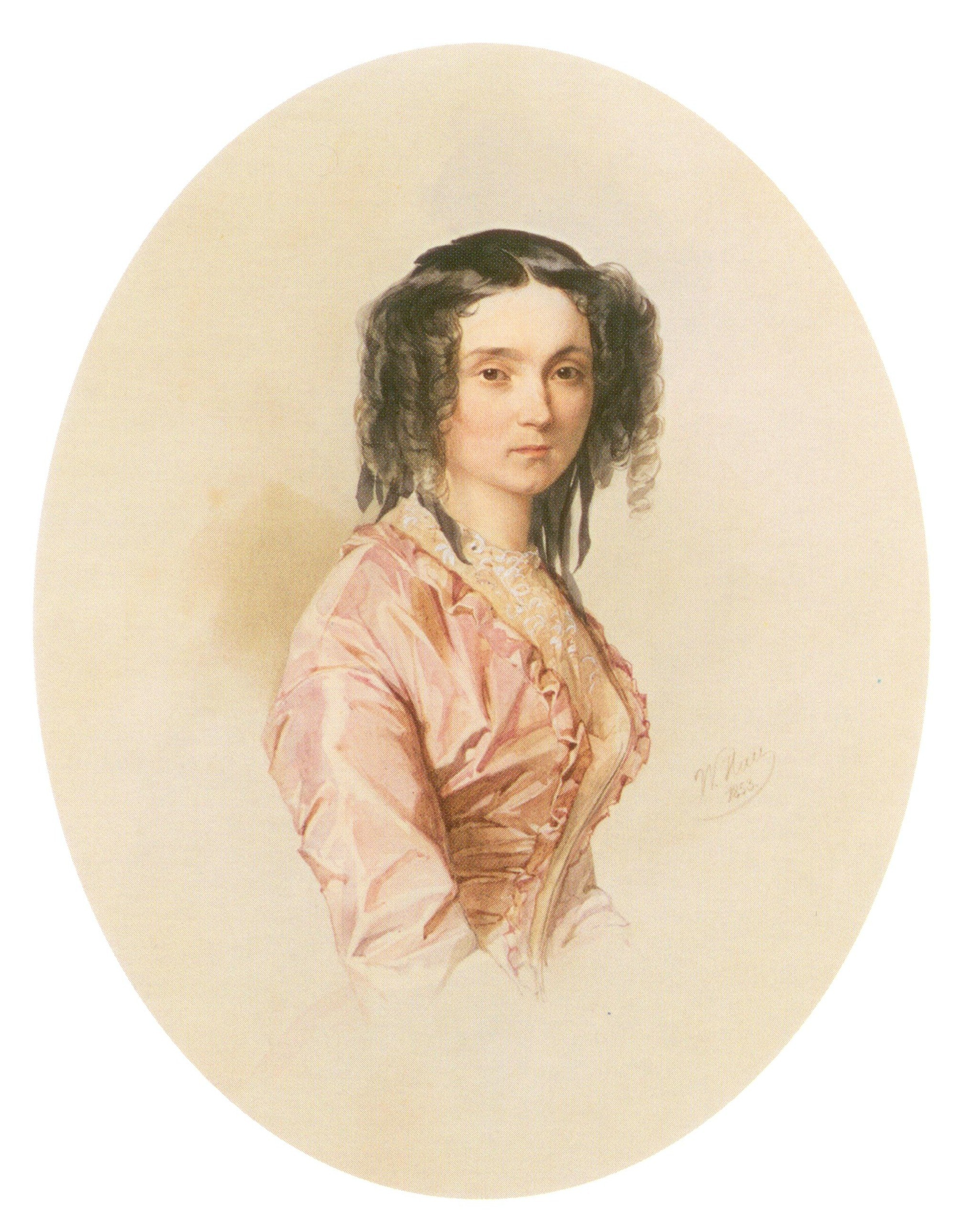
Софья Никаноровна на акварели В. И. Гау (1853)

Был дважды женат и имел трёх дочерей:
1. жена (с 09.01.1844, Константинополь) Мария Ивановна Десворт-Сальт-Бомель (1809—18.03.1853), познакомилась с будущим мужем в период его службы в Голландии. Болела туберкулёзом, была направлена врачами в ноябре 1852 года для лечения из Тегерана в Тифлис, где и скончалась. Дети:
  - Евгения Дмитриевна (19.09.1832—23.06.1864), в замужестве за С. А. Апреяниновым.
  - Наталия Дмитриевна (16.05.1849, Тегеран—31.01.1870), фрейлина двора (с апреля 1867).
2. жена Софья Никаноровна Хитрово (24.02.1819—05.01.1902), дочь карачевского помещика, коллежского асессора Никанора Никаноровича Хитрово (1791—1855) от его брака с Екатериной Николаевной Лопухиной (1798—1858), владельцев дома на Арбате, 53, в котором Пушкин снимал квартиру и жил первые месяцы после свадьбы. Первым мужем Софьи Никаноровны с 1853 года был генерал-майор Н. И. Мясоедов, умерший через неделю после свадьбы. Была певицей-любительницей. С 1872 года состояла начальницей Александринского женского училища в Москве. Похоронена рядом с мужем в Донском монастыре. От второго брака имела дочь:
  - Екатерина Дмитриевна (1859—20.11.1920), фрейлина двора (31.10.1876).